# Phytomyza astotinensis
Phytomyza astotinensis este o specie de muște din genul Phytomyza, familia Agromyzidae, descrisă de Griffiths în anul 1976. Conform Catalogue of Life specia Phytomyza astotinensis nu are subspecii cunoscute.